# Rafael Lopes
Rafael Lopes (Esposende, 28 de julio de 1991) es un futbolista portugués que juega de delantero en el Wieczysta Kraków de la I Liga de Polonia.

## Carrera
Nacido en Esposende, localidad perteneciente al distrito de Braga, Rafael Lopes comenzó su carrera profesional con el Varzim SC en la Segunda División de Portugal. En el verano de 2011 se unió a la Primeira Liga después de fichar por el Vitória Setúbal, haciendo su debut en la máxima categoría del fútbol portugués el 9 de septiembre como sustituto en la derrota por 0-3 contra el FC Oporto. Marcó su primer gol con el Vitória el 18 de diciembre, contribuyendo en el empate por 1–1 ante el CD Nacional.
En la temporada 2012-13, después de una escasa participación con el Moreirense FC y sufriendo un descenso administrativo, Lopes regresó a la segunda división para jugar en el FC Penafiel, siendo traspasado en el mercado de invierno al Académica de Coimbra, firmando hasta junio de 2016. El 20 de junio de 2016, después de otro descenso, Lopes se unió al Grupo Desportivo de Chaves por un año, y dos de sus goles en liga se produjeron en dos empates consecutivos por 2–2 a principios de enero de 2017 contra el Rio Ave FC y el Sporting de Lisboa.
El 10 de julio de 2017, Rafael Lopes acordó un acuerdo de dos años con AC Omonia Nicosia de la Primera División de Chipre. Hizo su debut el 10 de septiembre en el primer partido de la temporada, en la victoria por 2-1 en casa ante el Ethnikos Achnas. Tras su breve estadía en Chipre, Lopes regresaría a Portugal para jugar por un año en el Boavista FC, aunque firmando al año siguiente por el KS Cracovia de la Ekstraklasa de Polonia. Sus actuaciones en el club cracoviano harían que el Legia de Varsovia contratase al delantero portugués el 1 de agosto de 2020, firmando con la entidad polaca por un contrato de 2,5 años. Terminada la temporada 2021/22, se anunció su traslado al AEK Larnaca de la primera división chipriota, volviendo a la isla mediterránea cuatro años más tarde de su paso por el Omonia.

## Carrera internacional
Lopes formó parte de la selección sub-20 de Portugal en la Copa Mundial de Fútbol Sub-20 de 2011, disputando cuatro partidos en el torneo acontecido en Colombia y finalizando en segundo puesto.